# Rolf Wenzel
Rolf Wenzel (* 16. April 1934 in Kassel; † 1. Juni 2018) war ein deutscher Offizier (Oberst a. D.) und Verbandsfunktionär.

## Leben
Nach dem Abitur begann Rolf Wenzel eine Lehre zum Bankkaufmann. 1956 trat er als Offiziersanwärter der Pioniertruppe in die Bundeswehr ein. Er war u. a. stellvertretender Bataillonskommandeur und im Rang eines Oberleutnants Dezernatsleiter in der Stammdienststelle des Heeres (SDH). 1985 wurde er mit ca. 93 Prozent der Stimmen zum Vorsitzenden des Deutschen BundeswehrVerbandes (DBwV) gewählt, der mehr als 250.000 Mitglieder vertritt. Dieses Amt übte er bis 1993 aus. Wenzel ging als Oberst in den Ruhestand.
Während seiner Amtszeit machte er immer wieder auf Missstände in der Truppe aufmerksam, wobei er auch den Verteidigungsminister Volker Rühe kritisierte. In den Wendejahren war er federführend an den Gesprächen des Deutschen BundeswehrVerbandes mit dem Verband der Berufssoldaten der Nationalen Volksarmee beteiligt.
Wenzel verstarb im Alter von 84 Jahren und wurde am 13. Juni 2018 auf dem Friedhof in Bergheim-Thorr beigesetzt.